# Helena Iriarte
Helena Iriarte Nuñez (Bogotá, Colombia, 1937) más conocida como Helena Iriarte es una escritora, filósofa y catedrática Colombiana. 

## Biografía
Iriarte nace en Bogotá en el año de 1937 en el seno de una familia acomodada, afín a eventos de arte y cultura. Cursó la carrera de Filosofía y Letras en la Universidad de los Andes y posteriormente realizó una especialización Literatura Hispanoamericana en el Instituto Caro y Cuervo. Fue catedrática de la Universidad Católica de Colombia y actualmente es catedrática de la Pontificia Universidad Javeriana.

## Carrera Literaria
La carrera literaria de Iriarte comenzó mediante la publicación de artículos de corte académico del área de literatura y la historia , en el año 1989 publica su primera novela « ¿Recuerdas Juana? » donde se explora la mente de la protagonista y su relación con su pasado a través de la figura de su padre, siendo esta su novela más conocida. Iriarte siguió publicando de manera recurrente los siguientes años, siendo un referente nacional del relato y la novela corta. En el año 2013 Iriarte fue homenajeada por el Instituto Distrital de las Artes por: "Su aporte y legado en el área de la literatura de la ciudad". En el año 2017 Iriarte publica la que ella misma declaró como su última novela, «Cuando te vayas, abuelo (2017)»

## Obras
- La literatura colombiana, un reflejo de la historia (1980)
- ¿Recuerdas Juana? (1989)
- La ciudad en la literatura (1994)
- Autobiografía en las salinas de la Guajira (1997)
- Frente al mar que no te alcanza (1998)
- Esto es Colombia (2000)
- Unos matan por tiranos, otros matan porque les ha tocado matar (2000)
- La huella de una espera (2004)
- Llegar hasta tu olvido (2006)
- El llamado del silencio (2006)
- Bajo una luz más clara (2012)
- Cuando te vayas, abuelo (2017)